# Ulrike Ungerer-Röhrich
Ulrike Ungerer-Röhrich (* 1948) ist eine deutsche Sportwissenschaftlerin und Hochschullehrerin.

## Leben
An der Johannes Gutenberg-Universität Mainz studierte sie Sport, Mathematik und Erziehungswissenschaft, 1971 erlangte sie ihren Abschluss und ließ ein Psychologiestudium an der Philipps-Universität Marburg folgen, welches sie 1976 abschloss. Gleichzeitig war Ungerer-Röhrich von 1971 bis 1974 im Schuldienst tätig, 1974 absolvierte sie einen Arbeitsaufenthalt an einer Einrichtung für psychische Krankheiten in Pittsburgh (US-Bundesstaat Pennsylvania), in den Jahren 1976 und 1977 lehrte sie an einer Fachschule für Psychomotorik.
1977 trat Ungerer-Röhrich eine Stelle als wissenschaftliche Mitarbeiterin am Institut für Sportwissenschaft der Technischen Universität Darmstadt an und hatte diese bis 1993 inne. 1984 legte sie in Darmstadt ihre Doktorarbeit vor, der Titel lautete „Eine Konzeption zum sozialen Lernen im Sportunterricht und ihre empirische Überprüfung“. Die Arbeit wurde vom Deutschen Sportbund ausgezeichnet. Nach ihrer 1994 abgeschlossenen Habilitation wechselte sie an die Martin-Luther-Universität Halle-Wittenberg und war dort als Professorin für Sportpädagogik und Sportdidaktik tätig. Zwischen 1998 und 2000 hatte Ungerer-Röhrich die Leitung des Instituts für Sportwissenschaft inne. Im Jahr 2000 wurde sie an der Universität Bayreuth Professorin für Sportwissenschaft (Schwerpunkt Sport und seine Organisation für Kinder und Jugendliche). Zwischen 2000 und 2004 war sie Frauenbeauftragte der kulturwissenschaftlichen Fakultät der Universität Bayreuth, ab 2004 übte sie diese Funktion für die gesamte Hochschule aus.
Ungerer-Röhrichs Forschungsschwerpunkte liegen unter anderem im Themenbereich Gesundheitsförderung von Kindern und Jugendlichen in Kindergärten und Schulen. Diesbezüglich arbeitete sie an der Universität Bayreuth am Aufbau einer Bewegungskrippe mit. Des Weiteren arbeitete sie in den Wissenschaftsfeldern „Bildung und Bewegung im Elementarbereich“, Ernährung und Bewegung, Kinderturnen sowie Coaching, und wirkte an einer Untersuchung von Angebots-, Mitglieds- und Organisationsstrukturen der Vereine des Deutschen Turner-Bundes mit.
Ab 1994 war sie Mitglied der Redaktion der Zeitschrift Sportunterricht, von 2005 bis 2007 gehörte sie als Vizepräsidentin Bildung beziehungsweise Bildung und Gesundheit dem Vorstand der Deutschen Vereinigung für Sportwissenschaft (DVS) an. 2019 wurde ihr die Goldenen Ehrennadel der DVS verliehen. 2007 wurde sie Mitglied des erweiterten Vorstands der Plattform Ernährung und Bewegung e.V. und hatte dort von 2013 bis 2019 dann das Amt der Vorstandsvorsitzenden inne.